# Bocé
Bocé est une ancienne commune française située dans le département de Maine-et-Loire, en région Pays de la Loire, devenue le 1er janvier 2016, une commune déléguée de la commune nouvelle de Baugé-en-Anjou.
Cette commune rurale se situe dans le Baugeois, au sud-est de la ville de Baugé.

## Géographie

### Localisation
Ce village angevin de l'ouest de la France se situe dans le Baugeois, au sud de Baugé, sur la route D 458 qui va du Guédeniau à Baugé.
Le Baugeois est la partie nord-est du département de Maine-et-Loire. Il est délimité au sud par la vallée de l'Authion et celle de la Loire, et à l'ouest par la vallée de la Sarthe.

### Topographie, géologie et relief
L'altitude de la commune varie de 39 à 97 mètres. Le relief du Baugeois est principalement constitué d'un plateau, aux terrains sablonneux, siliceux ou calcaires, caractérisés par de larges affleurements sédimentaires, crétacés, sables et calcaires aux teintes claires.
D'une superficie de plus de 16 km2 (1 601 hectares), une partie du territoire de Bocé comprend une zone boisée se situant sur la forêt de Chandelais, massif forestier domanial de Maine-et-Loire, avec une forte dominance de feuillus et présentant des milieux assez diversifiés.
Située sur l'unité paysagère du plateau du Baugeois, une partie de la commune se trouve en inventaire des Zones naturelles d'intérêt écologique, floristique et faunistique (ZNIEFF), pour le territoire de la forêt de Chandelais.

### Climat
Son climat est tempéré, de type océanique. Le climat angevin est particulièrement doux, du fait de sa situation entre les influences océaniques et continentales. Généralement les hivers sont pluvieux, les gelées rares et les étés ensoleillés.

### Aux alentours
Les communes les plus proches sont Le Guédéniau	(3 km), Cuon (3 km), Chartrené (4 km), Le Vieil-Baugé (4 km), Baugé (4 km), La Lande-Chasles (5 km), Pontigné (6 km), Saint-Martin-d'Arcé (6 km), Lasse (8 km) et Échemiré (8 km).

## Urbanisme
Morphologie urbaine : le village s'inscrit dans un territoire essentiellement rural.
En 2009 on trouve 282 logements dans la commune de Bocé, dont 82 % sont des résidences principales, pour une moyenne dans le département de 91 %, et dont 76 % des ménages en sont propriétaires. Quatre ans plus tard, en 2013, on trouve 296 logements dans la commune, dont 80 % sont des résidences principales, pour une moyenne dans le département de 90 %, et dont 79 % des ménages en sont propriétaires.

## Toponymie et héraldique

### Toponymie
Formes anciennes du nom : Bociacus au début du XIe siècle, Bocei en 1047, Buciacus en 1077, Ecclesia de Boceio en 1080, Buciœ en 1084, Bocheium en 1090, Boziacus en 1100, pour devenir ensuite Boce puis Bocé,.
Nom des habitants : Les Bocéens.

### Héraldique
| Blason de Bocé | Blason  | D'azur au chevron d'or accompagné en chef de deux écussons d'or à la feuille de chêne de sinople et en pointe d'une flèche du même, posée en pal et mouvant de la pointe. |
| Blason de Bocé | Détails | Le statut officiel du blason reste à déterminer. |

## Histoire

### Antiquité et Moyen Âge
Il semble que Bocé soit à l'origine un grand domaine gallo-romain, dont la chapelle domestique devient ensuite église paroissiale, et est constituée dès le XIe siècle. La fondation du prieuré de Saint-Martin de Bocé, Bocei, Boceium, est antérieure à l'année 1070.
Appartenant au seigneur Hugues Chamaillard puis à Guillaume Chamaillard, elle est cédée aux moines de Marmoutier. L'abbaye de la Boissière possèdent également des terres à Bocé.
Au XVe siècle le roi René, qui aime venir chasser dans les forêts de la région, fait reconstruire le château de Baugé.

### Ancien Régime
Bien qu'assez petite, la paroisse de Bocé est habitée aux XVIe et XVIIe siècles par un certain nombre de notables.
Sous l'Ancien Régime, la localité dépend de la sénéchaussée angevine de Baugé (royaume de France) et relève du diocèse d'Angers, du grenier à sel et de l'élection de Baugé.

### Époque contemporaine
À la réorganisation administrative qui suit la Révolution, en 1790 la commune est rattachée au canton de Baugé et à son district, puis en 1800 à l'arrondissement de Baugé, et à sa disparition en 1926, à l'arrondissement de Saumur.
La mairie date de 1850, l'école de filles de 1882 et celle de garçons de 1892. L'électricité est établie dans la commune en 1929.
Pendant la Première Guerre mondiale, 33 habitants perdent la vie. Lors de la Seconde Guerre mondiale, aucun habitant n'est tué.
En 2014, un projet de fusion de l'ensemble des communes de l'intercommunalité se dessine. Le 18 mai 2015, les conseils municipaux de l'ensemble des communes du territoire communautaire votent la création d'une commune nouvelle au 1er janvier de l'année suivante. L'arrêté préfectoral est signé le 10 juillet et porte sur la création au 1er janvier 2016 de la commune nouvelle de « Baugé-en-Anjou », groupant les communes de Baugé-en-Anjou, Bocé, Chartrené, Cheviré-le-Rouge, Clefs-Val d'Anjou, Cuon, Échemiré, Fougeré, Le Guédeniau et Saint-Quentin-lès-Beaurepaire.

## Politique et administration

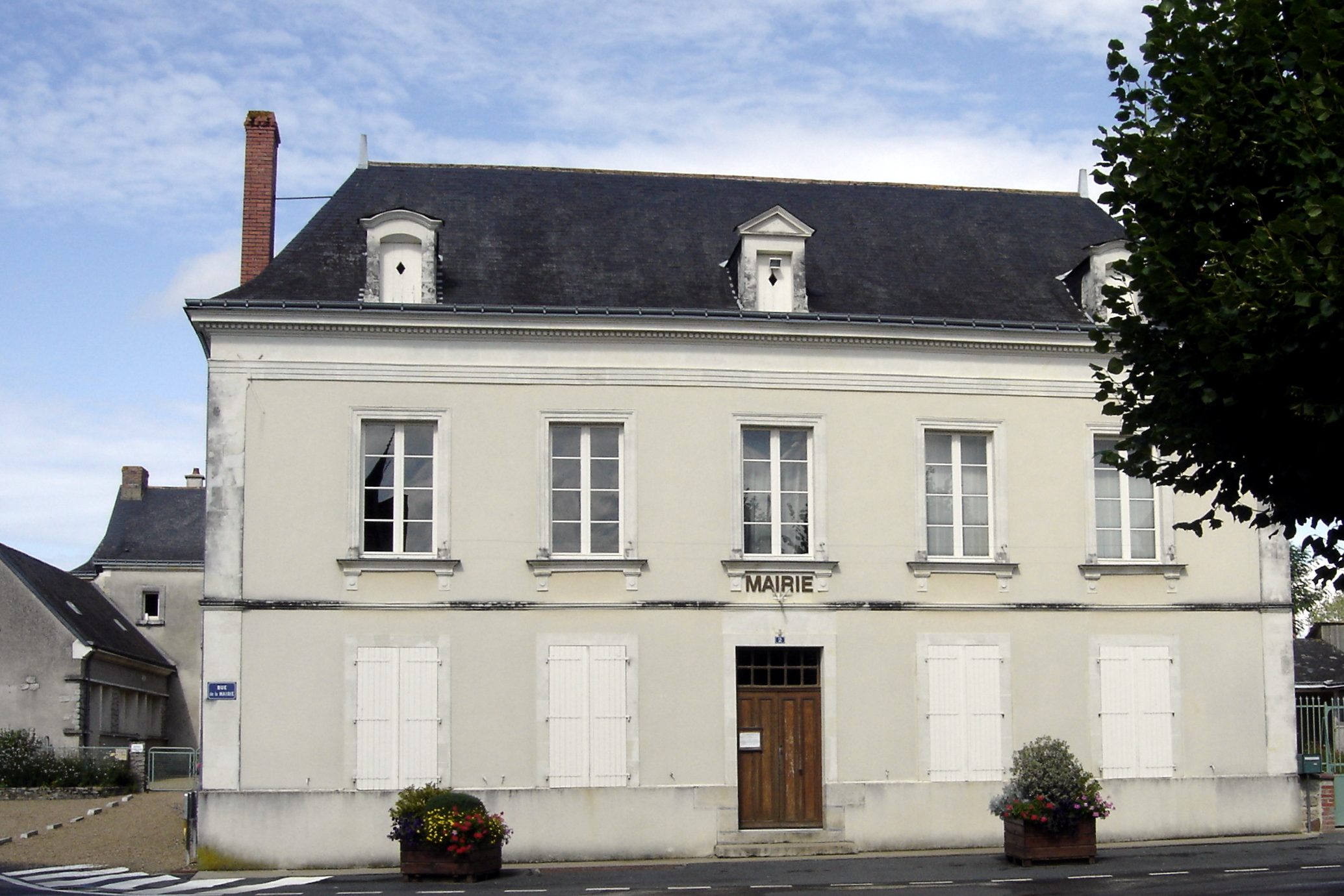
Mairie de Bocé.

### Administration actuelle
Depuis le 1er janvier 2016, Bocé constitue une commune déléguée au sein de la commune nouvelle de Baugé-en-Anjou et dispose d'un maire délégué.
| Période                                  | Période  | Identité        | Étiquette | Qualité |
| ---------------------------------------- | -------- | --------------- | --------- | ------- |
| janvier 2016                             | en cours | Laurent Bitaud, |           |         |
| Les données manquantes sont à compléter. |          |                 |           |         |

### Administration ancienne
La commune est créée à la Révolution. Municipalité en 1790. Le Conseil municipal est composé de 15 élus.
| Période                                  | Période       | Identité                  | Étiquette | Qualité                             |
| ---------------------------------------- | ------------- | ------------------------- | --------- | ----------------------------------- |
| 1792                                     |               | Simon Fenau               |           |                                     |
| 1793                                     |               | Gaugain                   |           |                                     |
| 1798                                     |               | Jacques Ferrières         |           | Ancien payeur de l'armée de l'Ouest |
| 1821                                     |               | Joseph Abraham            |           |                                     |
| 1831                                     |               | Jean-Pierre Bigot         |           |                                     |
| 1834                                     |               | Caternault                |           |                                     |
| 1837                                     |               | Joseph Abraham            |           |                                     |
| 1848                                     |               | Pierre-Étienne-Jean Bigot |           |                                     |
| 1857                                     |               | Philippe Caternault       |           |                                     |
| 1872                                     |               | Auguste Lemoine           |           |                                     |
| 1878                                     |               | Charles Morché            |           |                                     |
| 1896                                     |               | Auguste Foucher           |           |                                     |
| 1919                                     |               | Auguste Oger              |           |                                     |
| 1945                                     |               | Victor Charruau           |           |                                     |
|                                          |               |                           |           |                                     |
| mars 1977                                | 2001          | Raphaël Chevalier         | DVG       | Retraité                            |
| mars 2001                                | mars 2014     | Jean-Pierre Gallet        |           | Commercial retraité                 |
| mars 2014                                | décembre 2015 | Laurent Bitaud,           |           |                                     |
| Les données manquantes sont à compléter. |               |                           |           |                                     |

### Jumelages
La commune ne comporte pas de jumelage.

### Ancienne situation administrative

#### Intercommunalité
La commune est intégrée au 31 décembre 2015 à la communauté de communes canton de Baugé. Créée en 1994, cette structure intercommunale regroupe les dix communes du canton, dont Le Guédeniau, Cuon et Chartrené. Elle a pour objet d'associer des communes au sein d'un espace de solidarité, en vue de l'élaboration d'un projet commun de développement et d'aménagement de l'espace.
La communauté de communes est membre du Pays des Vallées d'Anjou, structure administrative d'aménagement du territoire. Le syndicat mixte du Pays des Vallées d'Anjou (SMPVA) regroupe six communautés de communes : Beaufort-en-Anjou, Canton de Baugé, Canton de Noyant, Loir-et-Sarthe, Loire Longué, Portes-de-l'Anjou.

#### Autres administrations
Conseil de développement du Pays des vallées d'Anjou (CDPVA), syndicat intercommunal d'eau et d'assainissement de l'agglomération Baugeoise, syndicat mixte intercommunal de valorisation et de recyclage thermique des déchets de l'Est Anjou (SIVERT), syndicat intercommunal pour l'aménagement du Couasnon (SIAC).
Le SIVERT est le syndicat intercommunal de valorisation et de recyclage thermique des déchets de l'Est Anjou, qui se trouve à Lasse.

#### Autres circonscriptions
Jusqu'en 2014, Bocé fait partie du canton de Baugé et de l'arrondissement de Saumur. Ce canton compte alors les dix mêmes communes que celles de la communauté de communes. Dans le cadre de la réforme territoriale, un nouveau découpage territorial pour le département de Maine-et-Loire est défini par le décret du 26 février 2014. La commune est alors rattachée au canton de Beaufort-en-Vallée, avec une entrée en vigueur au renouvellement des assemblées départementales de 2015.
Bocé est dans la troisième circonscription de Maine-et-Loire, composée de huit cantons dont Longué-Jumelles et Noyant. La troisième circonscription de Maine-et-Loire est l'une des sept circonscriptions législatives que compte le département.

## Population et société

### Démographie

#### Évolution démographique
L'évolution du nombre d'habitants est connue à travers les recensements de la population effectués dans la commune depuis 1793. À partir du 1er janvier 2009, les populations légales des communes sont publiées annuellement dans le cadre d'un recensement qui repose désormais sur une collecte d'information annuelle, concernant successivement tous les territoires communaux au cours d'une période de cinq ans. 
Pour les communes de moins de 10 000 habitants, une enquête de recensement portant sur toute la population est réalisée tous les cinq ans, les populations légales des années intermédiaires étant quant à elles estimées par interpolation ou extrapolation. Pour la commune, le premier recensement exhaustif entrant dans le cadre du nouveau dispositif a été réalisé en 2008,.
En 2013, la commune comptait 624 habitants, en évolution de +9,28 % par rapport à 2008 (Maine-et-Loire : +3,3 %, France hors Mayotte : +2,49 %).
| 1793 | 1800 | 1806 | 1821 | 1831 | 1841 | 1846 | 1851 | 1856 |
| ---- | ---- | ---- | ---- | ---- | ---- | ---- | ---- | ---- |
| 800  | 547  | 782  | 825  | 838  | 753  | 766  | 761  | 800  |

| 1861 | 1866 | 1872 | 1876 | 1881 | 1886 | 1891 | 1896 | 1901 |
| ---- | ---- | ---- | ---- | ---- | ---- | ---- | ---- | ---- |
| 803  | 751  | 763  | 790  | 774  | 734  | 769  | 788  | 785  |

| 1906 | 1911 | 1921 | 1926 | 1931 | 1936 | 1946 | 1954 | 1962 |
| ---- | ---- | ---- | ---- | ---- | ---- | ---- | ---- | ---- |
| 750  | 723  | 664  | 638  | 596  | 621  | 571  | 553  | 547  |

| 1968 | 1975 | 1982 | 1990 | 1999 | 2008 | 2013 | - | - |
| ---- | ---- | ---- | ---- | ---- | ---- | ---- | - | - |
| 520  | 478  | 492  | 480  | 501  | 571  | 624  | - | - |

#### Pyramide des âges
La population de la commune est relativement jeune. Le taux de personnes d'un âge supérieur à 60 ans (19,6 %) est en effet inférieur au taux national (21,8 %) et au taux départemental (21,4 %).
Contrairement aux répartitions nationale et départementale, la population masculine de la commune est supérieure à la population féminine (50,4 % contre 48,7 % au niveau national et 48,9 % au niveau départemental).
La répartition de la population de la commune par tranches d'âge est, en 2008, la suivante :
- 50,4 % d'hommes (0 à 14 ans = 21,9 %, 15 à 29 ans = 12,5 %, 30 à 44 ans = 21,9 %, 45 à 59 ans = 25 %, plus de 60 ans = 18,7 %) ;
- 49,6 % de femmes (0 à 14 ans = 25,1 %, 15 à 29 ans = 14,1 %, 30 à 44 ans = 23,7 %, 45 à 59 ans = 16,6 %, plus de 60 ans = 20,5 %).

| Hommes | Classe d’âge | Femmes |
| ------ | ------------ | ------ |
| 0,0    | 90 ans ou +  | 0,4    |
| 7,6    | 75 à 89 ans  | 6,7    |
| 11,1   | 60 à 74 ans  | 13,4   |
| 25,0   | 45 à 59 ans  | 16,6   |
| 21,9   | 30 à 44 ans  | 23,7   |
| 12,5   | 15 à 29 ans  | 14,1   |
| 21,9   | 0 à 14 ans   | 25,1   |

| Hommes | Classe d’âge | Femmes |
| ------ | ------------ | ------ |
| 0,4    | 90 ans ou +  | 1,1    |
| 6,3    | 75 à 89 ans  | 9,5    |
| 12,1   | 60 à 74 ans  | 13,1   |
| 20,0   | 45 à 59 ans  | 19,4   |
| 20,3   | 30 à 44 ans  | 19,3   |
| 20,2   | 15 à 29 ans  | 18,9   |
| 20,7   | 0 à 14 ans   | 18,7   |

### Vie locale
Services publics présents dans la commune : mairie, école primaire avec cantine. Située dans l'académie de Nantes, l'école est gérée en regroupement pédagogique intercommunal (RPI), avec les communes du Guédeniau et de Cuon. Les autres services publics se trouvent à Baugé, dont le collège et le centre de secours.
La plupart des professionnels de la santé se trouvent à Baugé, ainsi que l'hôpital local, l'hôpital intercommunal du Baugeois et de la Vallée (95 places), et plusieurs maisons de retraite.
La collecte des déchets ménagers (tri sélectif) est organisée par la communauté de communes du canton de Baugé. La déchèterie intercommunale se situe dans la commune de Saint-Martin-d'Arcé.
Outre les services publics, on trouve dans la commune des infrastructures sportives (boule de fort, tennis, tennis de table…) et des structures d'hébergements (gîtes ruraux et chambres d'hôtes).

## Économie

### Tissu économique
Commune principalement agricole, en 2008, 52 établissements sont présents dans la commune, dont 46 % relèvent du secteur de l'agriculture. Deux ans plus tard, en 2010, sur 57 établissements présents, 44 % relèvent du secteur de l'agriculture (pour 17 % dans le département), 5 % du secteur de l'industrie, 12 % de celui de la construction, 32 % du secteur du commerce et des services et 7 % de celui de l'administration et de la santé.
En 2013, sur les 54 établissements actifs dans la commune, 39 % relèvent du secteur de l'agriculture (pour une moyenne de 12 % dans le département), 11 % du secteur de l'industrie, 9 % du secteur de la construction, 35 % de celui du commerce et des services et 6 % du secteur de l'administration et de la santé.
Une zone artisanale est présente sur le territoire.

### Agriculture
Liste des appellations présentes sur le territoire :
- IGP Bœuf du Maine, IGP Porc de la Sarthe, IGP Volailles de Loué, IGP Volailles du Maine, IGP Œufs de Loué,
- IGP Cidre de Bretagne ou Cidre breton,
- IGP Maine-et-Loire blanc, IGP Maine-et-Loire rosé, IGP Maine-et-Loire rouge, IGP Val de Loire blanc, IGP Val de Loire rosé, IGP Val de Loire rouge.

## Culture locale et patrimoine

### Lieux et monuments
La commune de Bocé comporte plusieurs inscriptions à l'inventaire du patrimoine, dont deux monuments historiques.
- Château de Parpacé, Moyen Âge et XVIe siècle, Monument historique inscrit le 19 avril 1993.
- Église Saint-Martin-de-Vertou, dédiée à un saint local[18], construite à la fin du XIe ou au début du XIIe siècle, offre une nef sans collatéraux couverte d'un lambris de bois[19], Monument historique classé le 21 juillet 1930.

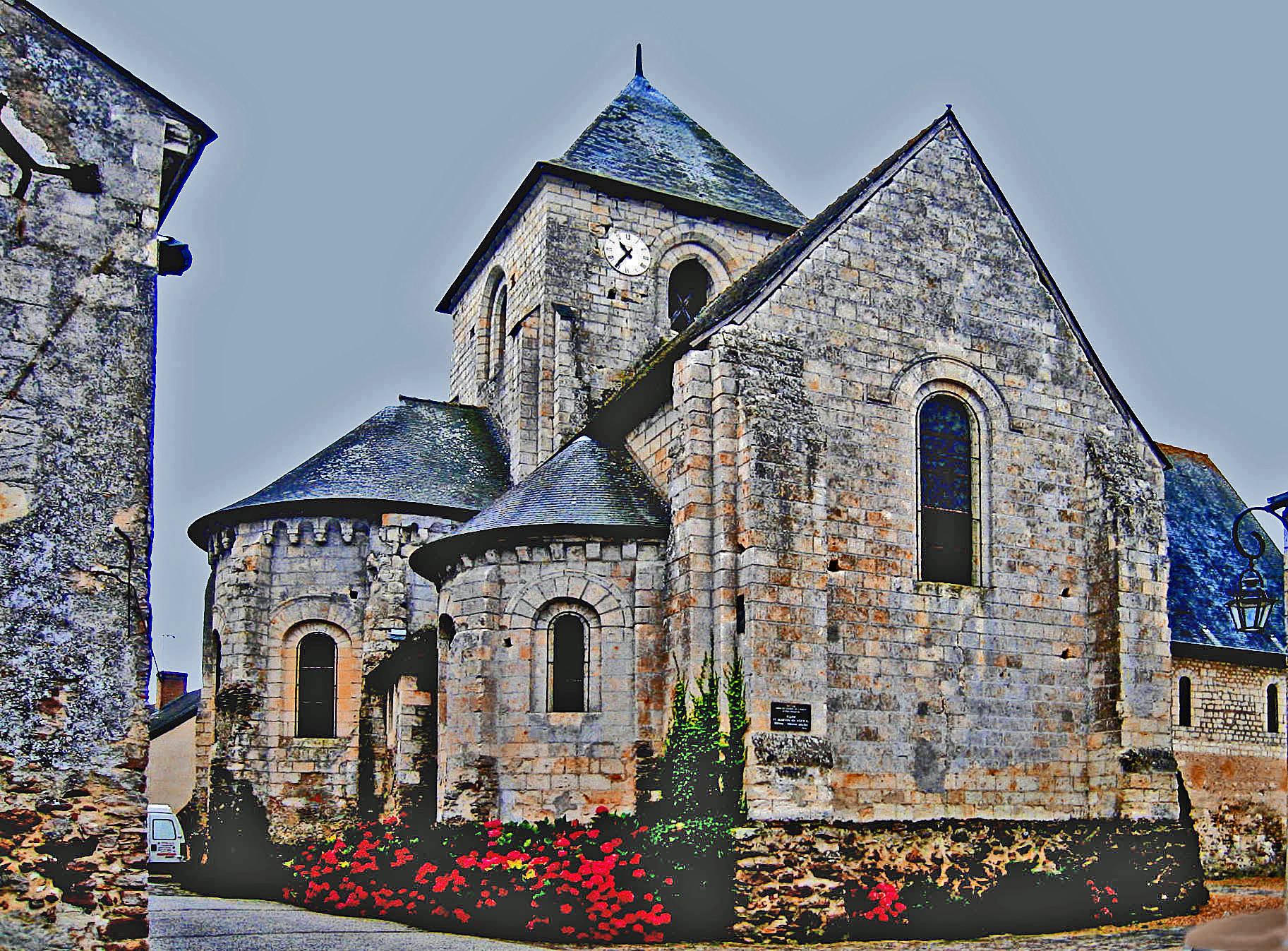
Église Saint-Martin-de-Vertou.
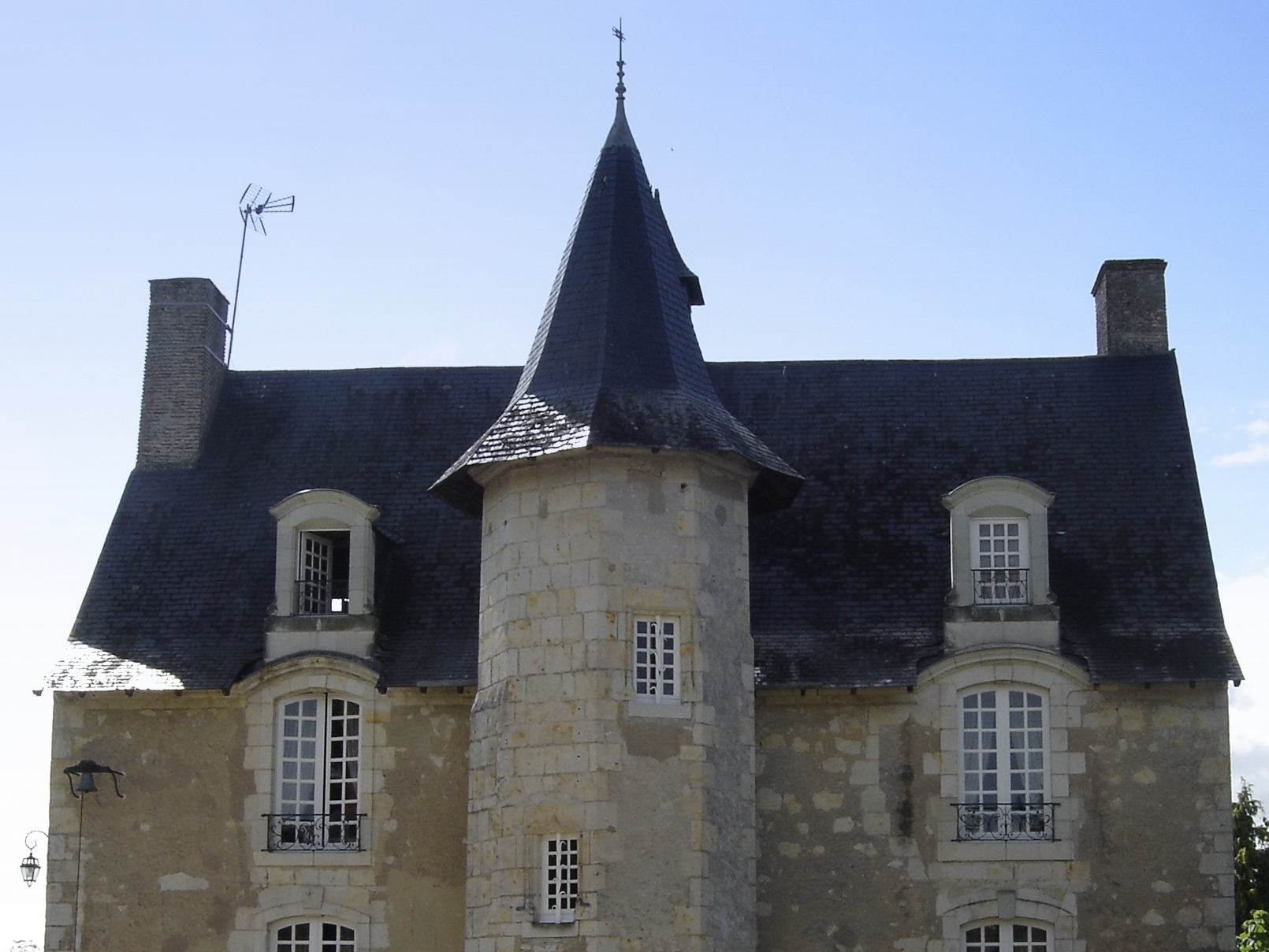
La Maison du Cadet, Manoir des XVe et XVIIe siècles.
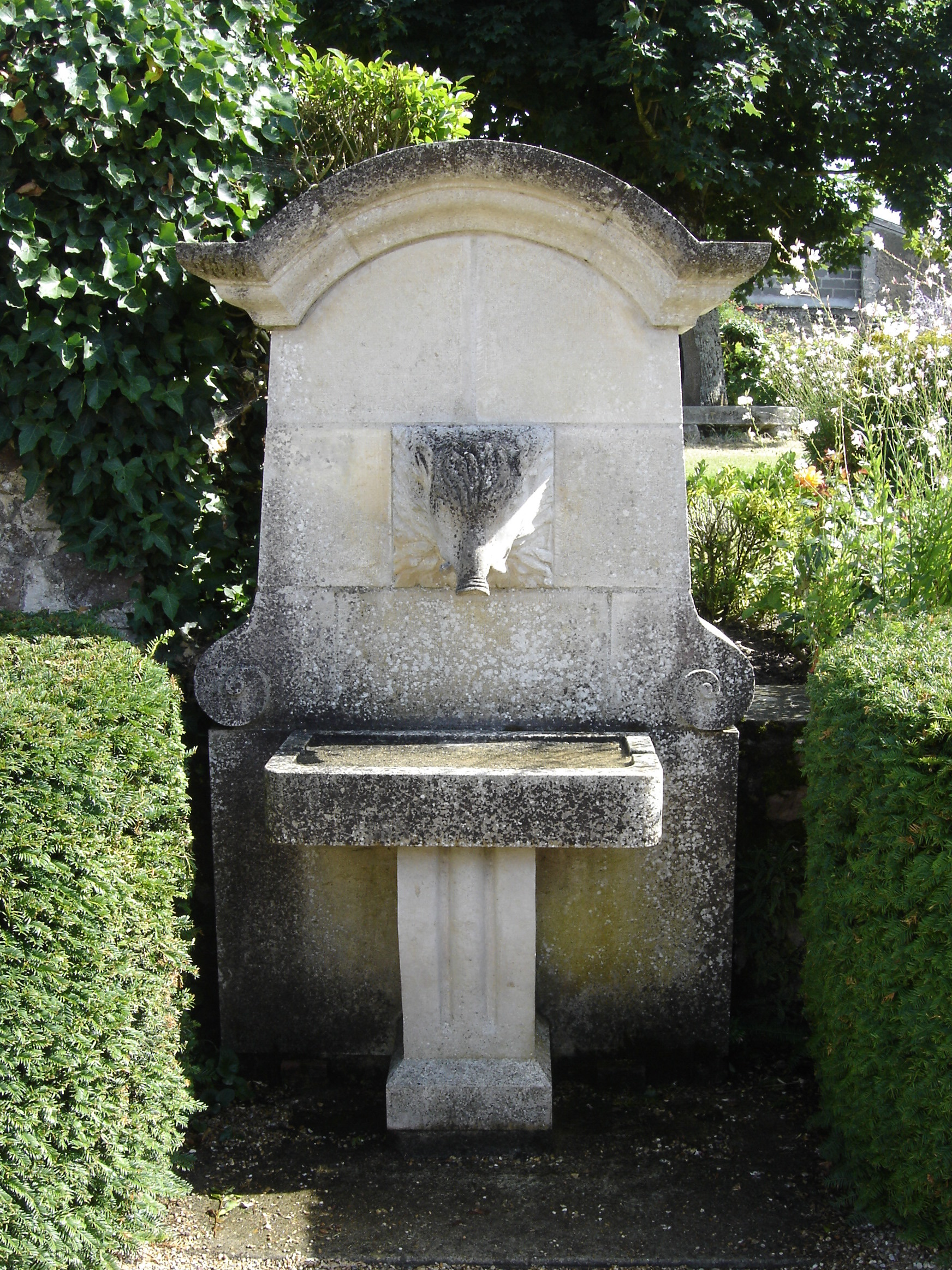
Fontaine.

Inscrits à l'inventaire général
- Chapelle Saint-Maur, des XVe ou XVIe siècles, reprise au XIXe siècle ;
- Plusieurs fermes des XVe, XVIe, XVIIe, XVIIIe et XIXe siècles ;
- Plusieurs maisons des XVe, XVIe, XVIIe, XVIIIe et XIXe siècles ;
- Manoir de la Boulaye, du XVe siècle, remanié au XIXe siècle ;
- Manoir de la Défourerie, des XVe ou XVIe siècles, remanié au XIXe siècle ;
- Manoir du Grand-Mandon, des XVe ou XVIe siècles, remanié au XIXe siècle ;
- Manoir de Valettes, du XVe ou XVIe siècle, remanié aux XVIIIe et XIXe siècles ;
- Presbytère du XVIIe siècle, remanié aux XIXe et XXe siècles.

On y trouve aussi un menhir, le menhir de la Cache ou pierre du Guédeniau,.

### Personnalités liées à la commune
- Guillaume Chamaillard (1320-1391), militaire du XIVe siècle.
- Louis-François-Bertrand du Pont d'Aubevoye de Lauberdière (1759-1837), officier général, commandeur de la Légion d'honneur, baron d'Empire.